# Retropulsión
La retropulsión, en anatomía funcional, es un movimiento que empuja un miembro - el brazo o la pierna - en posterior del plano sagital del cuerpo. Es el contrario del antepulsión.

## Músculos responsables de la retropulsión

### Hombro

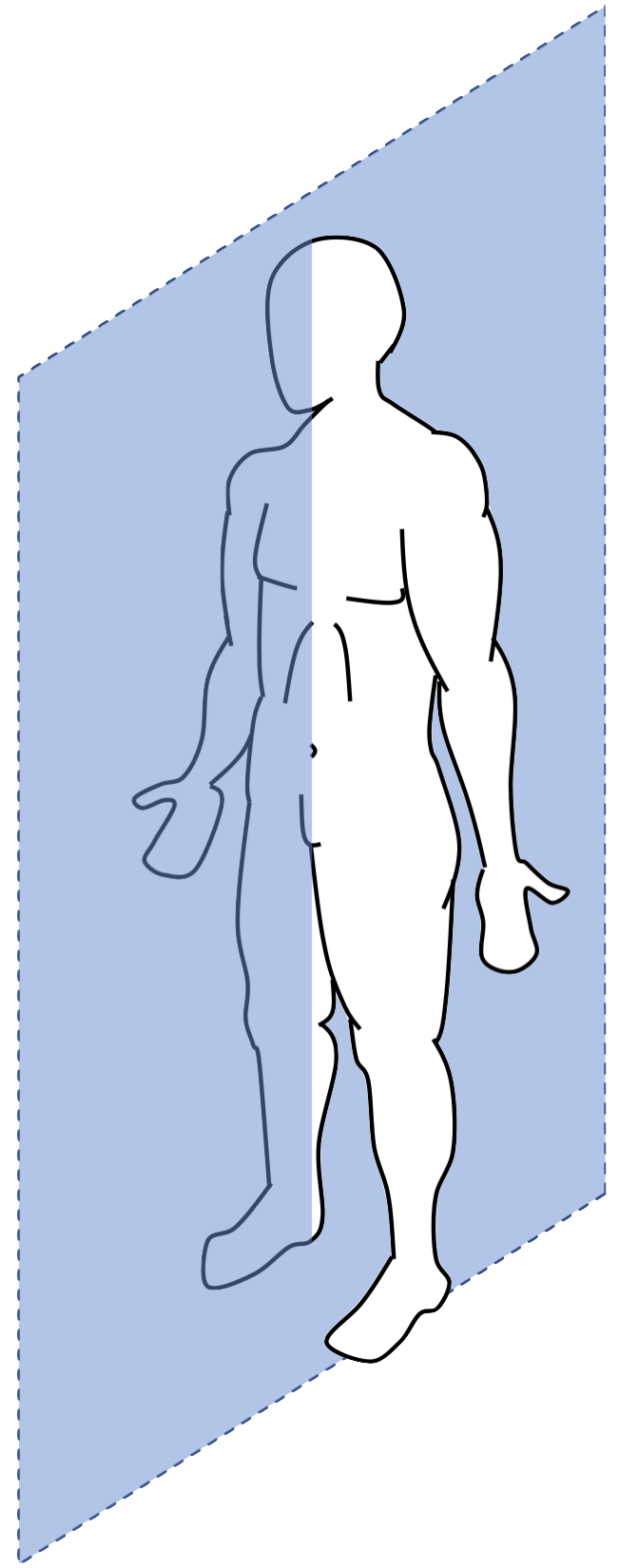
Representación del plan sagittal del cuerpo humano

Los músculos que intervienen en el movimiento de retropulsión del hombro que empuja el brazo en posterior del plan sagital del cuerpo humano y por orden de intervención son los siguientes:
- Músculo grande,
- Músculo dorsal ancho,
- Jefe con una longitud del músculo tríceps braquial,
- Músculo deltoides por sus puñados dorsales.